# Ejército Canadiense
El Ejército Canadiense (en inglés: Canadian Army, en francés: Armée canadienne) es el componente terrestre de las Fuerzas Armadas Canadienses.

## Objetivos e intereses
El Ejército protege a los canadienses y Canadá, y a sus intereses para:
- Defender el territorio de Canadá ayudando a mantener la soberanía de Canadá, y proporcionando la vigilancia de la tierra y las fuerzas listas para el combate.
- Contribuir a la defensa colectiva de América del Norte.
- A la prestación de asistencia a las autoridades civiles cuando sea necesario para mantener el orden público y la seguridad.
- ayudar a las autoridades provinciales y en otros desastres naturales como terremotos, inundaciones, tormentas, incendios forestales y otras emergencias.
- El apoyo a los intereses canadienses en el extranjero, incluidas las fuerzas de las Naciones Unidas (ONU), Organización del Tratado del Atlántico Norte (OTAN), y otras operaciones multilaterales de mantenimiento de la paz y asistencia humanitaria.

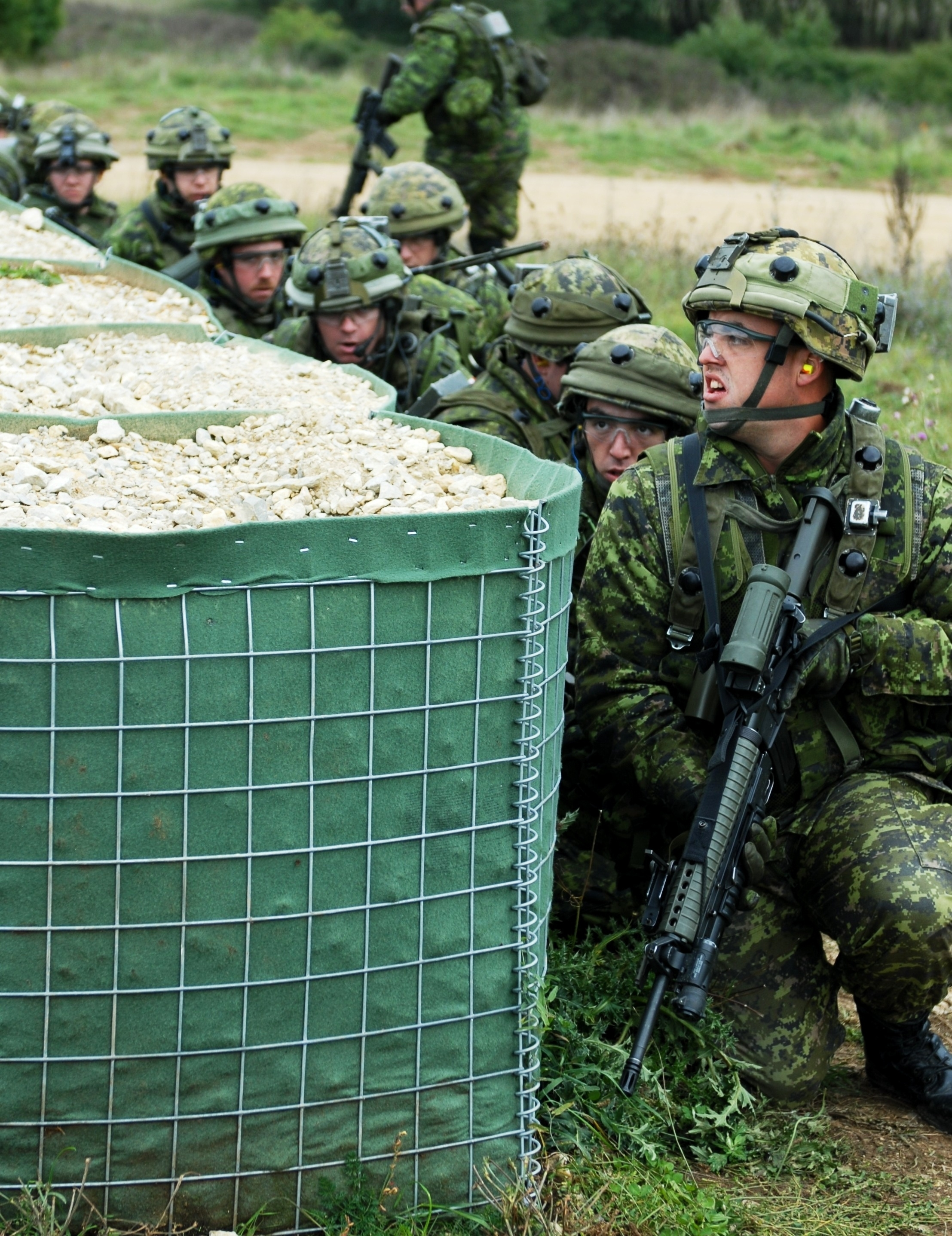
Soldados pertenecientes al Real Regimiento Canadiense

## Cantidad de soldados y empleados en la fuerza
El Ejército de Canadá es la mayor parte de las Fuerzas Armadas canadienses, cuenta con un total de 120.000 soldados. a tiempo parcial, los soldados voluntarios. Todos son compatibles con 4100 empleados civiles.

## Fuerza Regular
La fuerza regular tiene tres grupos de la Brigada Mecanizada estacionadas en el oeste de Canadá, Ontario y Quebec. Cada grupo tiene: 
- 10 divisiones de infantería (dos mecanizada, una ligera),
- Regimiento de blindados
- Regimiento de Artillería
- Regimiento de ingeniería combativa
- Escuadrón de reconocimiento
- El apoyo más adecuado de combate, comunicaciones, y unidades de apoyo médico y de servicios.
- Además, hay un regimiento de apoyo técnico, regimiento de defensa aérea, y la escuadra de guerra electrónica. Dos unidades, JTF2 y CSOR para proporcionar la capacidad de las fuerzas especiales.

## Reserva del Ejército
El componente de la Reserva de la Fuerza Terrestre está organizado en diez grupos de brigada en todo el país. En total hay: 
- 51 batallones de infantería
- 19 unidades de logística
- 17 unidades de reconocimiento
- 17 unidades de artillería
- 12 unidades de ingenieros

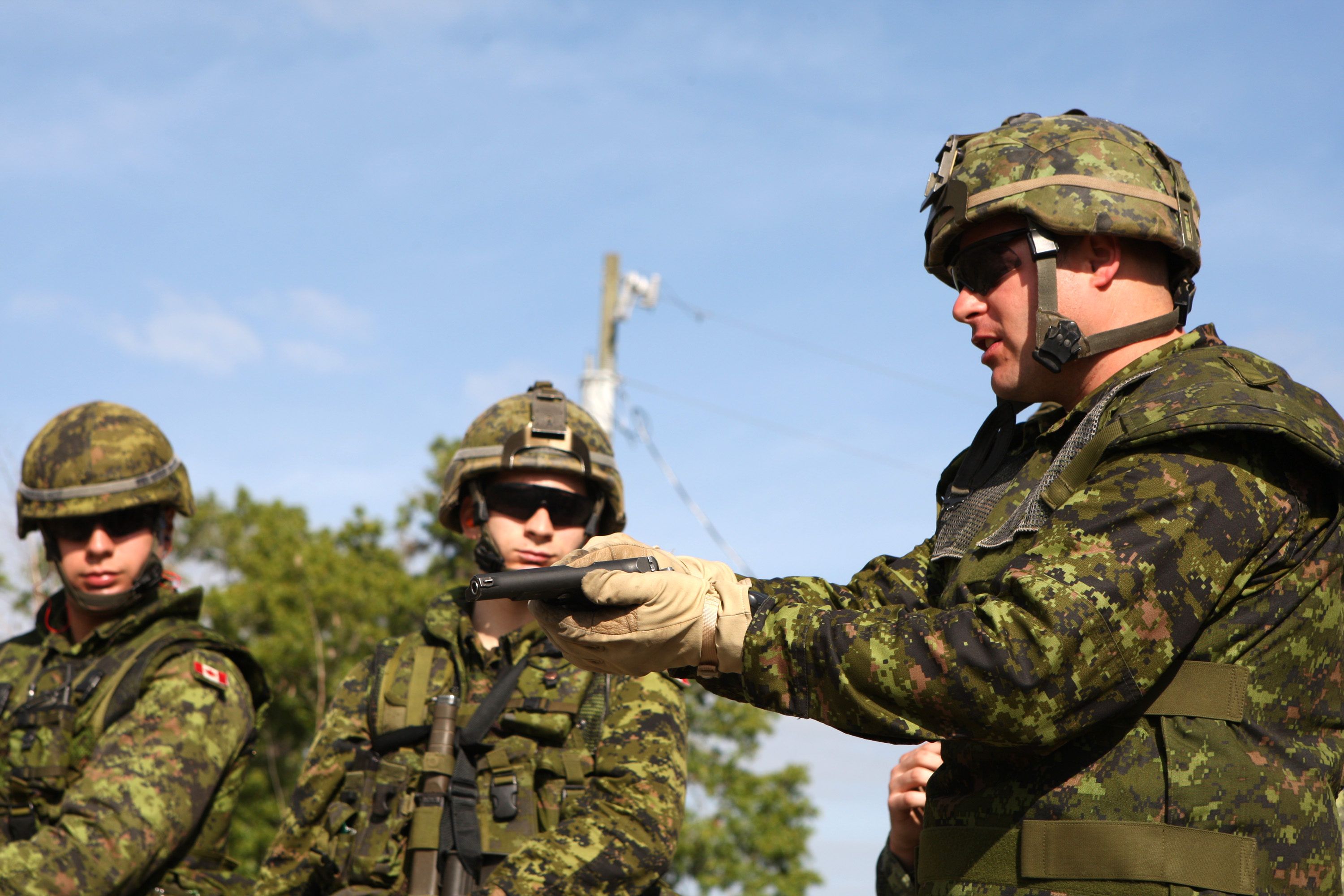
Soldados canadienses inspeccionando una Browning Hi-Power

- cuatro unidades de policía militar
- cuatro unidades de inteligencia
- Estas unidades están ubicadas en más de 100 comunidades en todo el país

## Rangers de Canadá y el Norte
Los Rangers de Canadá son parte de la Reserva del Ejército. Forman más de 164 patrullas ubicadas en el Lejano Norte de Canadá y en áreas geográficas aisladas. 

## Equipo
El Ejército está equipado con lo último en armas modernas. El vehículo blindado de reconocimiento Coyote y el vehículo LAV III de combate de infantería y una vigilancia significativa en capacidad de combate. Ambos vehículos de fabricación canadiense están equipados con sistemas con la técnica de reconocimiento de objetivos, capacidad de combate nocturno, y la protección mayor de la tripulación. 
Los regimientos blindados de combate con el tanque Leopard 2A6CAN y los regimientos de artillería han sido recientemente equipados con el nuevo obús M777. Especialmente unidades de la Fuerza Aérea de Canadá proporcionan ayuda al Ejército como la del helicóptero Griffon CH 146.

## Comando
El Comando del Ejército tiene una estructura regional que abarca cuatro áreas geográficas, Europa Occidental, Central, Quebec y el Atlántico. Esto proporciona una sola cadena de mando de las fuerzas regulares y de reserva en cada región. La sede de la Fuerza Terrestre (LFHQ) esta co-ubicada con el cuartel de Defensa Nacional en Ottawa. La Doctrina de la Fuerza terrestre y de formación forma parte integrante de LFHQ. Se encuentra en Kingston (Ontario) y controla todas las actividades de formación individual y colectiva de la Fuerza Terrestre.

## Bases
El Ejército cuenta con siete bases de apoyo importantes a lo largo de Canadá: Edmonton, Alberta, Shilo, Manitoba, Petawawa, Ontario, Kingston, Montreal, Valcartier, Quebec, Gagetown, Nueva Brunswick y numerosas instalaciones de entrenamiento.

## Rangos
Este cuadro ilustra la estructura de rangos del Ejército Canadiense.
Comandante en jefe
| Insignia    |                    |  |  |  |  |  |  |
| Título      | Comandante en jefe |  |  |  |  |  |  |
| Abreviatura | C-in-C             |  |  |  |  |  |  |
|             |                    |  |  |  |  |  |  |
|             |                    |  |  |  |  |  |  |

Estructura de oficiales
| Código OTAN | Cadete         | OF-1        | OF-1     | OF-2    | OF-3  | OF-4             | OF-5    | OF-6              | OF-7          | OF-8             | OF-9    | OF-10            |  |
| ----------- | -------------- | ----------- | -------- | ------- | ----- | ---------------- | ------- | ----------------- | ------------- | ---------------- | ------- | ---------------- |  |
| Insignia    |                |             |          |         |       |                  |         |                   |               |                  |         | Sin equivalencia |  |
| Título      | Oficial Cadete | Subteniente | Teniente | Capitán | Mayor | Teniente Coronel | Coronel | Brigadier General | Mayor General | Teniente General | General |                  |  |
| Abreviatura | OCdt           | 2Lt         | Lt       | Capt    | Maj   | LCol             | Col     | BGen              | MGen          | LGen             | Gen     |                  |  |
|             |                |             |          |         |       |                  |         |                   |               |                  |         |                  |  |
|             |                |             |          |         |       |                  |         |                   |               |                  |         |                  |  |

Tropa
| Código OTAN | OR-1    | OR-2              | OR-3   | OR-4         | OR-5     | OR-6       | OR-7       | OR-8               | OR-9                | OR-10              | OR-11                                         |  |
| ----------- | ------- | ----------------- | ------ | ------------ | -------- | ---------- | ---------- | ------------------ | ------------------- | ------------------ | --------------------------------------------- |  |
| Insignia    |         |                   |        |              |          |            |            |                    |                     |                    |                                               |  |
| Título      | Soldado | Soldado Entrenado | Cabo   | Cabo Maestro | Sargento | Suboficial | Suboficial | Suboficial Capitán | Suboficial Superior | Suboficial Comando | Suboficial en Jefe de las Fuerzas Canadienses |  |
| Abreviatura | Avr(R)  | Avr(B)            | Avr(T) | Cpl          | MCpl     | Sgt        | WO         | MWO                | CWO                 |                    |                                               |  |